# خانه عامری‌ها
خانه عامری‌ها که در خیابان علوی کاشان قرار دارد، در دوره زندیه احداث و در دوره قاجار به وسیله سهام السلطنه عامری توسعه یافته‌است و مجموعه‌ای است که به وسیلهٔ اداره میراث فرهنگی کاشان با استفاده از اعتبارات تبصره ۳۶ مرمت شده وسعت این خانه هفت هزار متر مربع با زیر بنایی گسترده‌است و به‌طور کلی در آن ۸۵ اتاق وجود دارد. این خانه همچنین دارای چند حیاط است که قدیمی‌ترین آن حیاط بیرونی و درونی است. این خانه هم مثل بیشتر خانه‌های تاریخی کاشان از ۲ بخش بیرونی و درونی تشکیل شده‌است که در هر کدام از آنها بخش‌های دیگری مثل حوضخانه، ایوان، اتاق‌هایی با ۳ در و شاهنشین‌های ۷ دری دیده می‌شود که دور تا دور حیاط با هماهنگی کامل قرار گرفته‌اند… (که اکنون به اقامتگاه گردشگران داخلی و خارجی تبدیل شدند).
در حال حاضر این بنا مورد بازدید گردشگران داخلی و خارجی زیادی است و از محبوبیت بیش از اندازه ای در بین بقیهٔ خانه‌های تاریخی برخوردار است
معماری داخلی مجموعه عامری‌ها را امیر انوشفر معمار ایرانی ساکن فرانسه بر عهده گرفت.

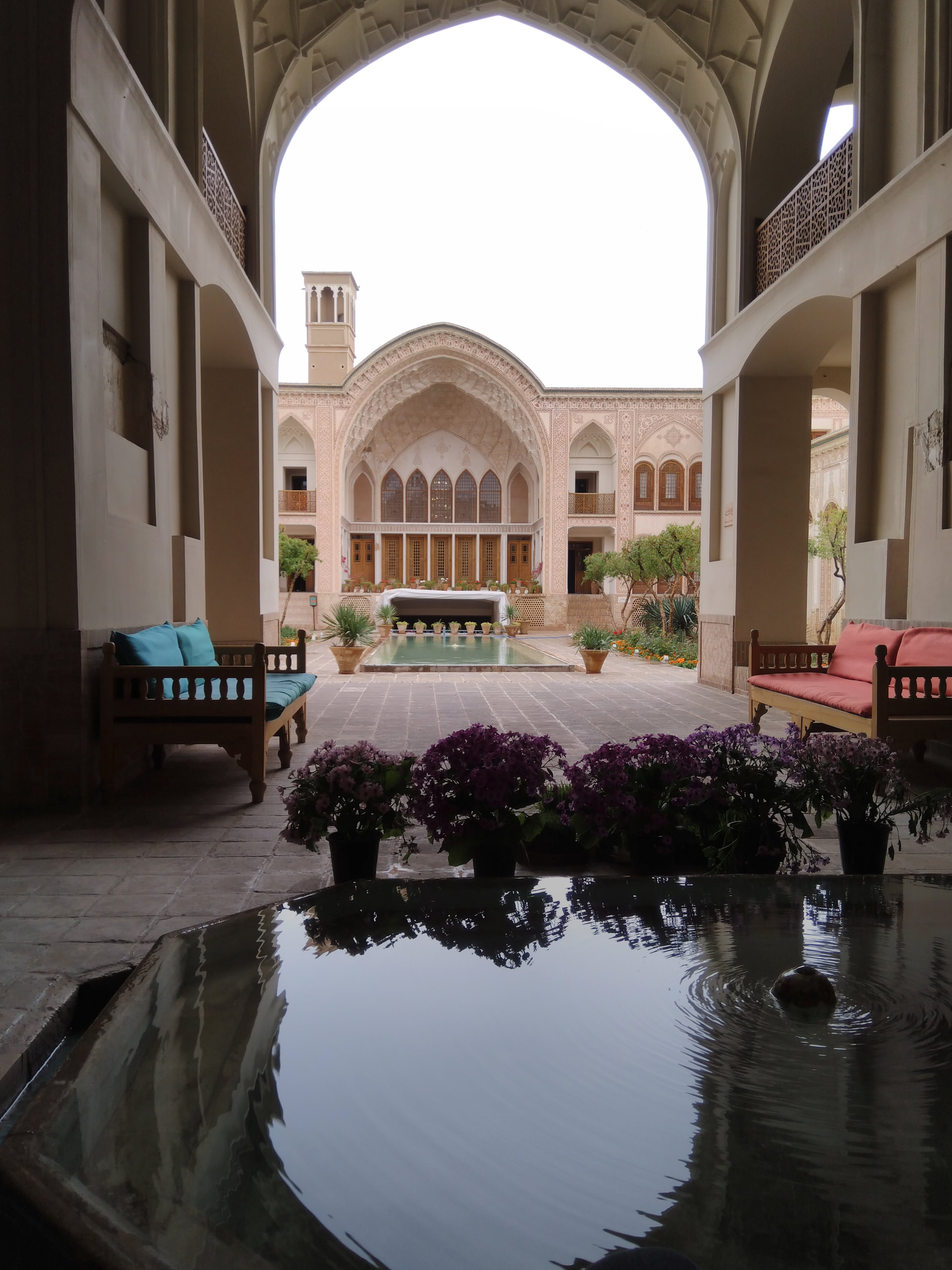

## نگارخانه

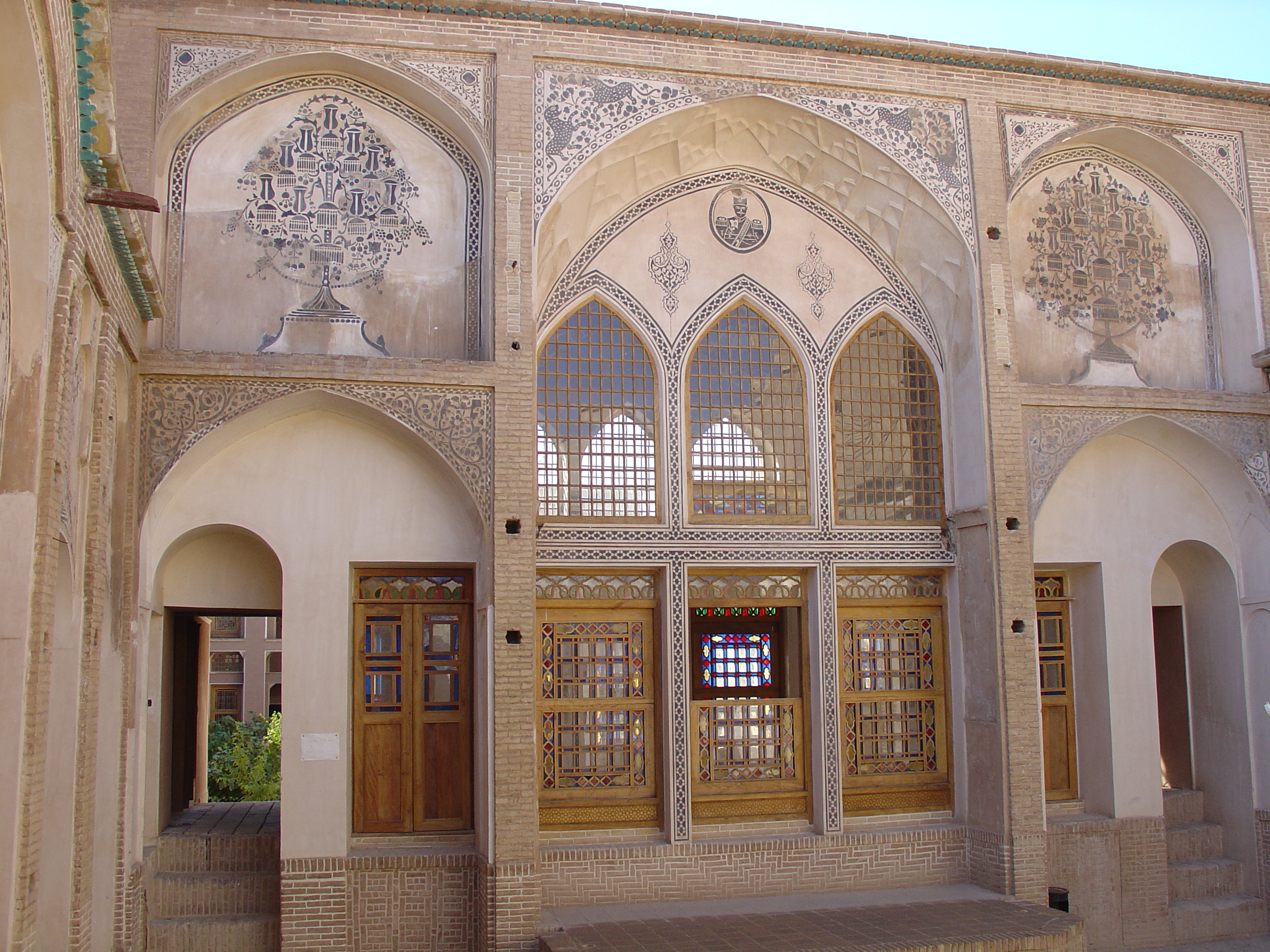
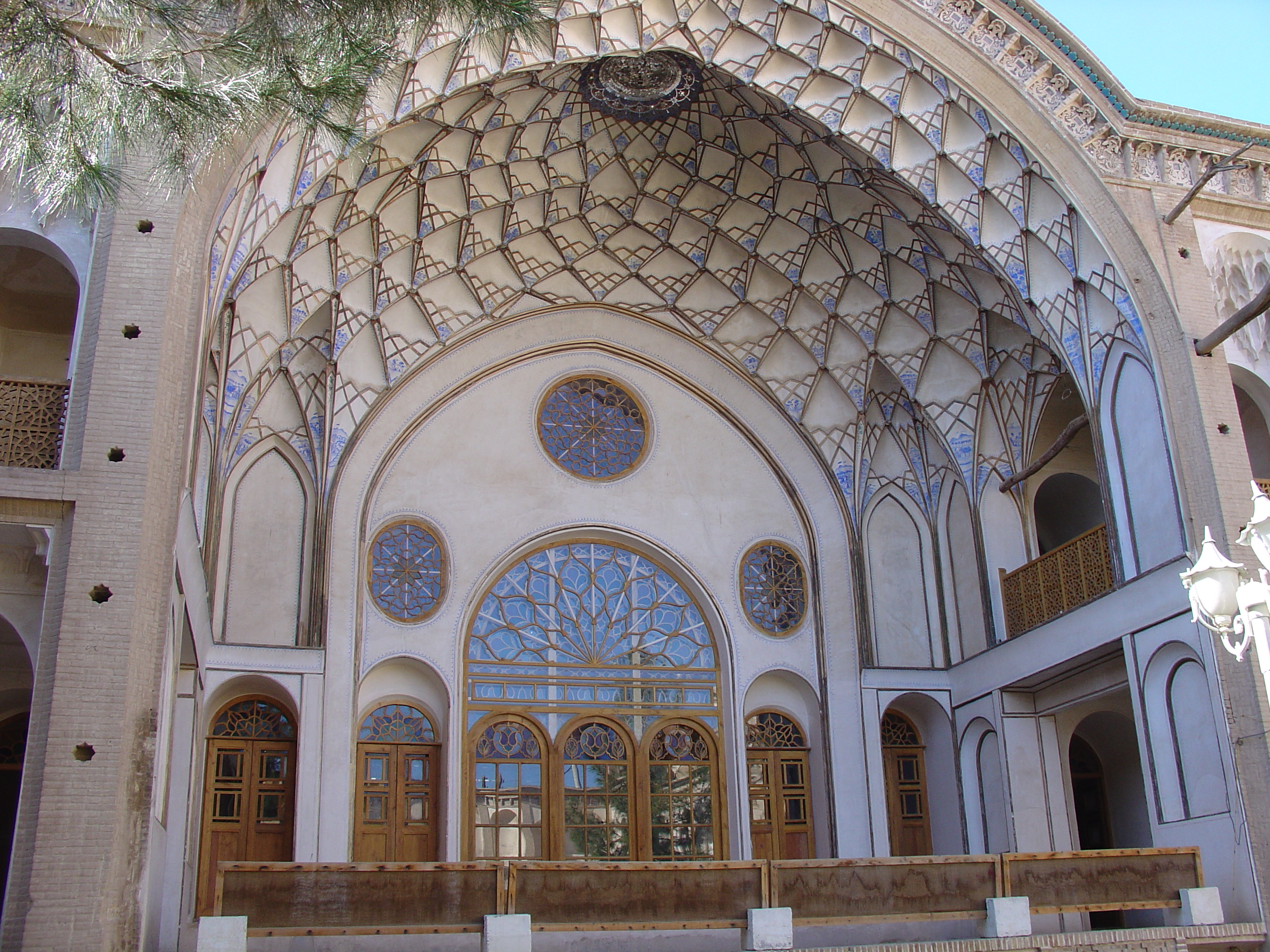
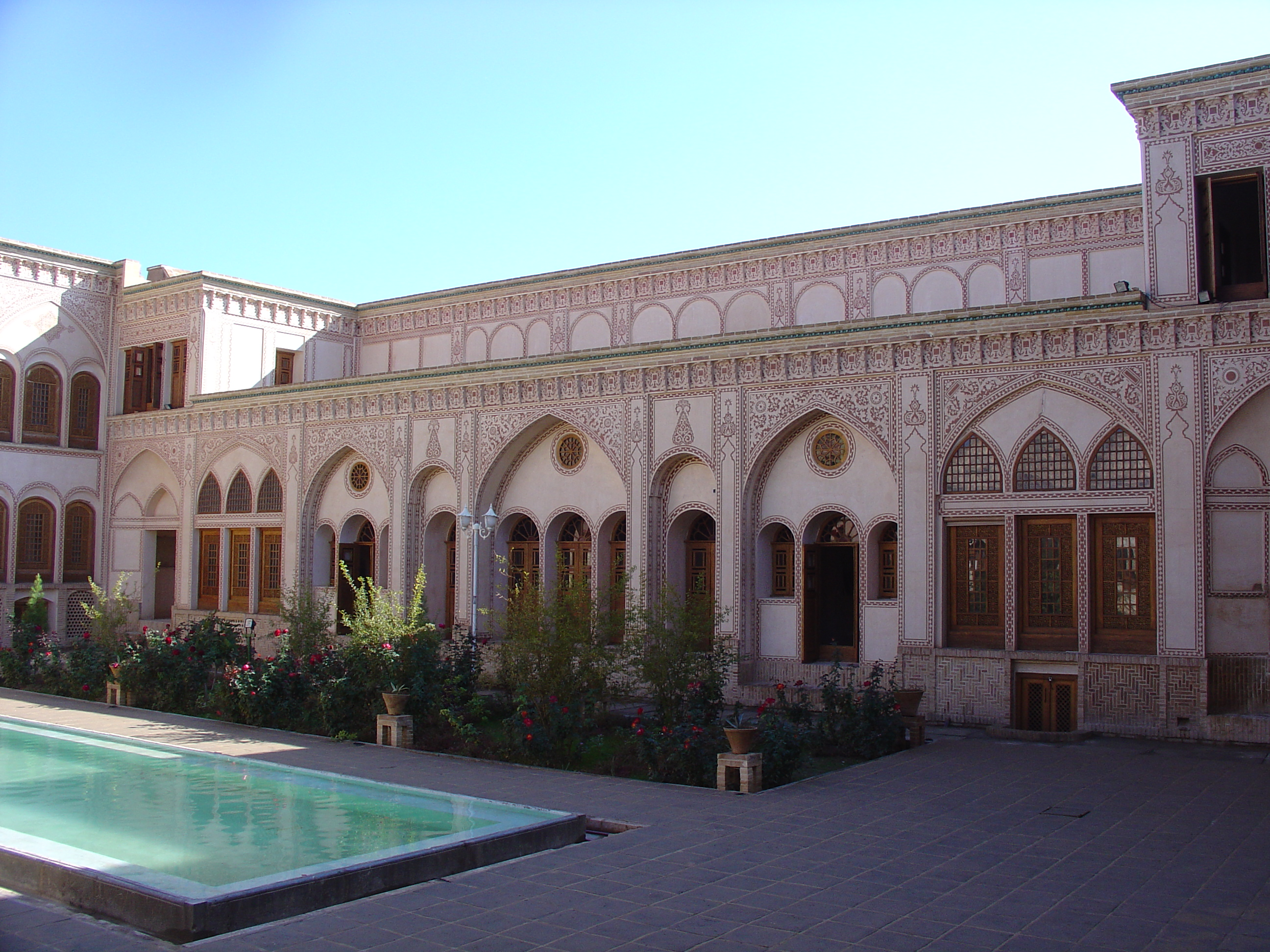
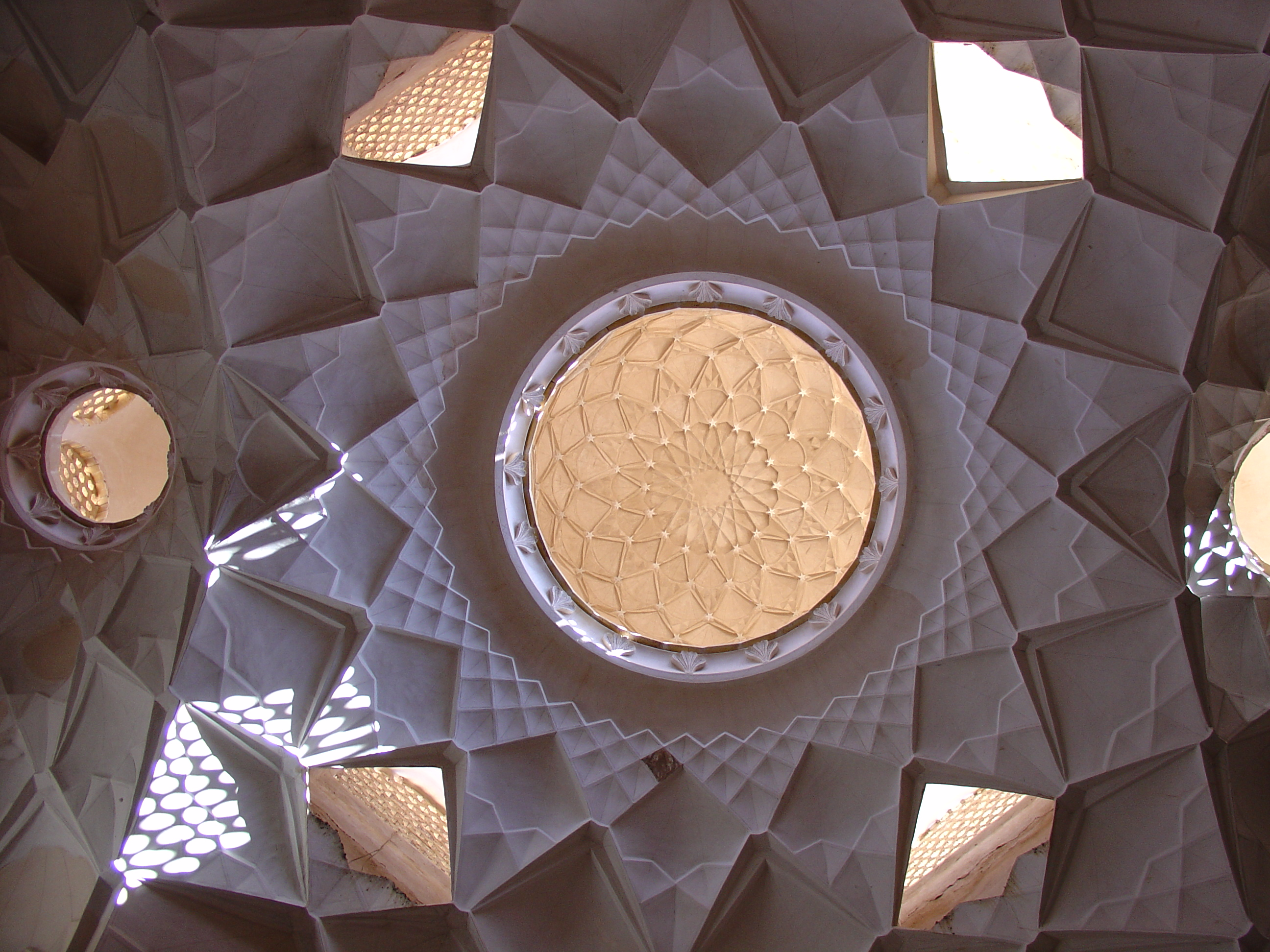
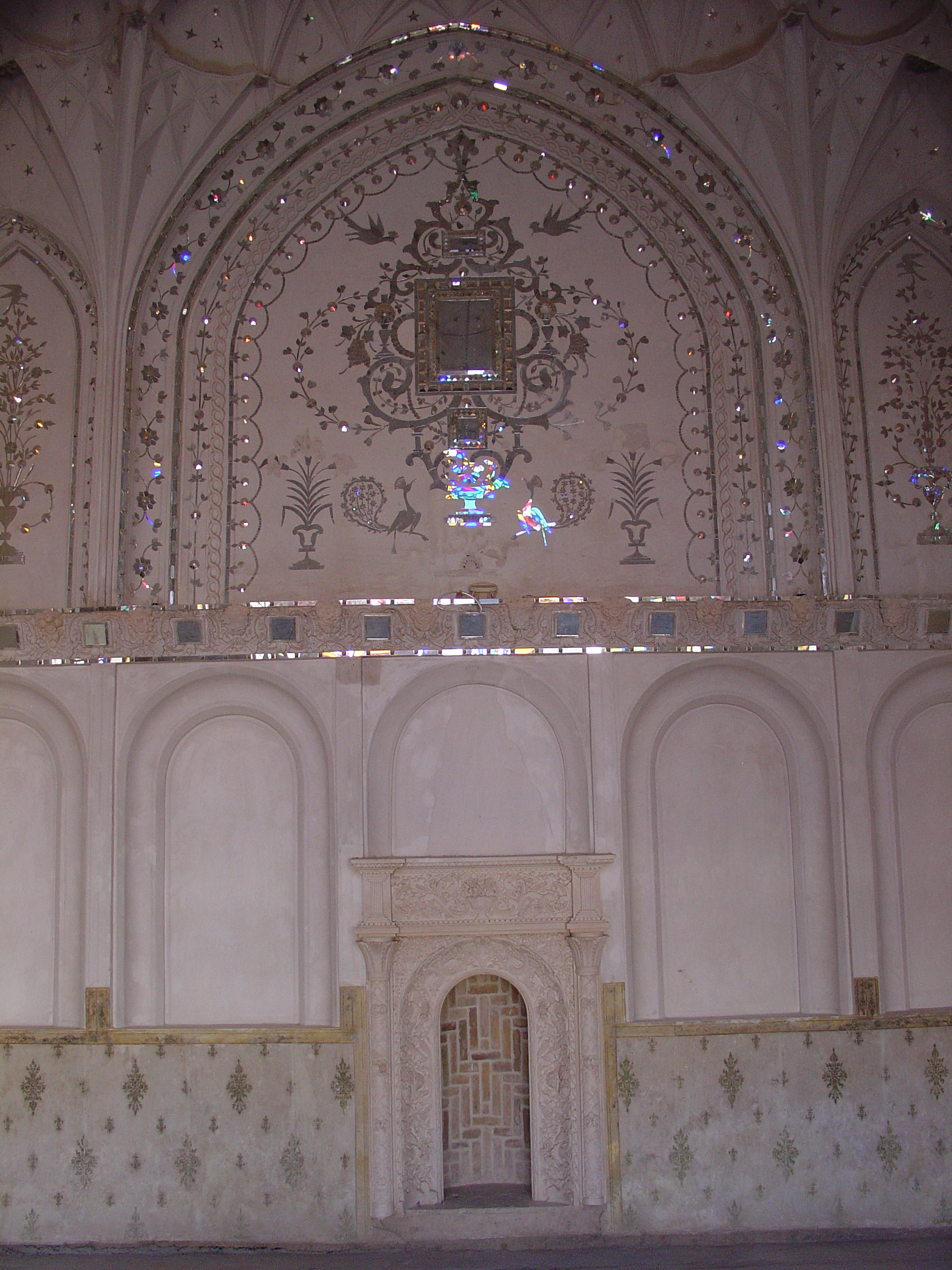
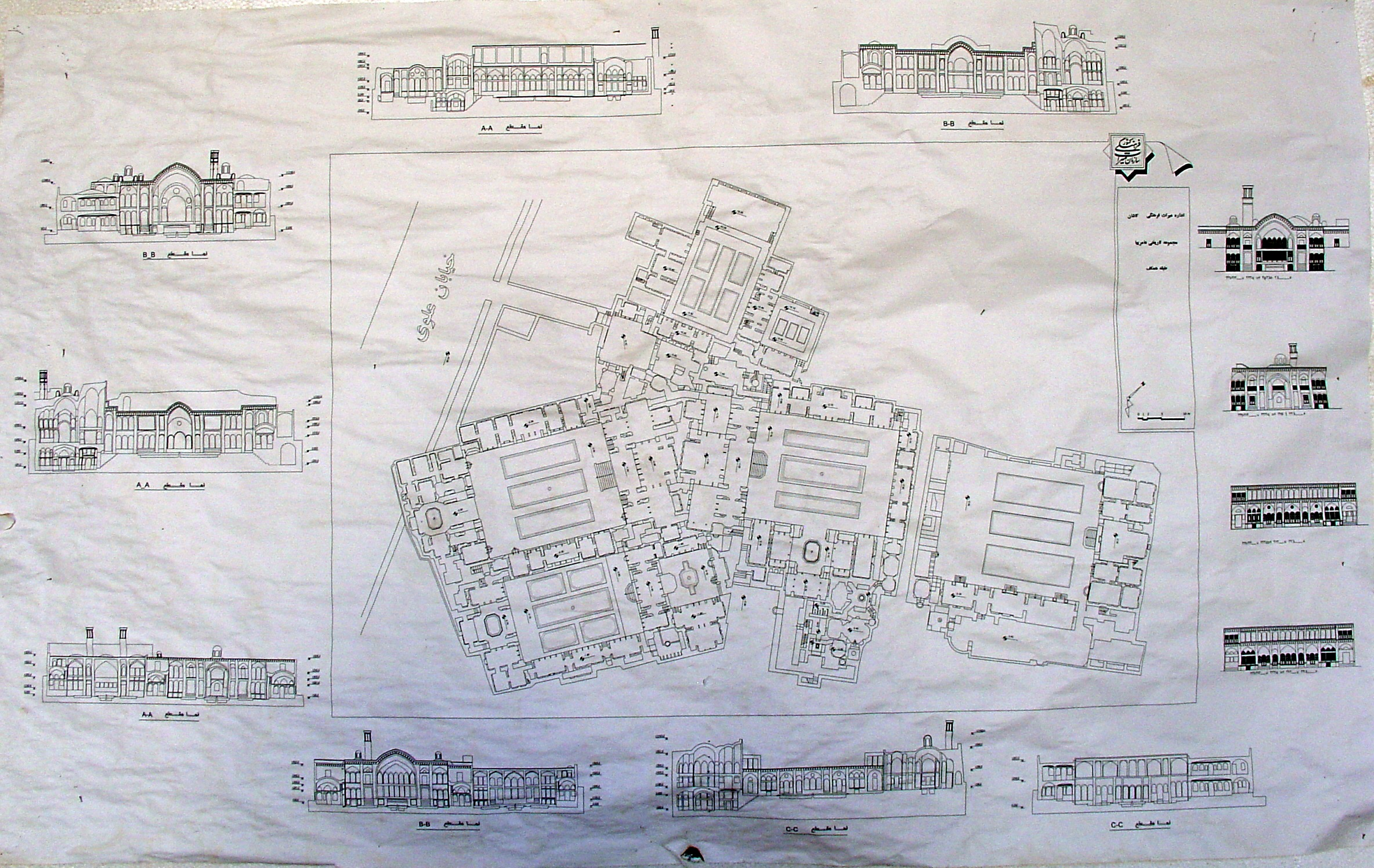